# كينتا مايدا
كينتا مايدا (باليابانية: 前田健太؛ بالكانا: まえだ けんた) هو لاعب كرة قاعدة ياباني، ولد في 11 أبريل 1988 في تاداوكا في اليابان.

## وصلات خارجية
- كينتا مايدا على موقع دوري كرة القاعدة الرئيسي (الإنجليزية)
- كينتا مايدا على موقع الدوري الياباني لكرة القاعدة (الإنجليزية)
- كينتا مايدا على موقعبيزبول رفرنس.كوم (الدوري الرئيسي) (الإنجليزية)
- كينتا مايدا على موقعبيزبول رفرنس.كوم (الدوري الثانوي) (الإنجليزية)
- كينتا مايدا على موقع إي إس بي إن.كوم (أم.أل.بي) (الإنجليزية)
- كينتا مايدا على موقع مشجعي الرسوم البيانية (الإنجليزية)